# Lasiurus egregius
Lasiurus egregius је врста слепог миша из породице вечерњака (лат. Vespertilionidae).

## Распрострањење
Ареал врсте је ограничен на мањи број држава. Врста има станиште у Бразилу, Колумбији и Панами.

## Станиште
Станиште врсте су шуме.

## Угроженост
Подаци о распрострањености ове врсте су недовољни.